# Patrick Ewing

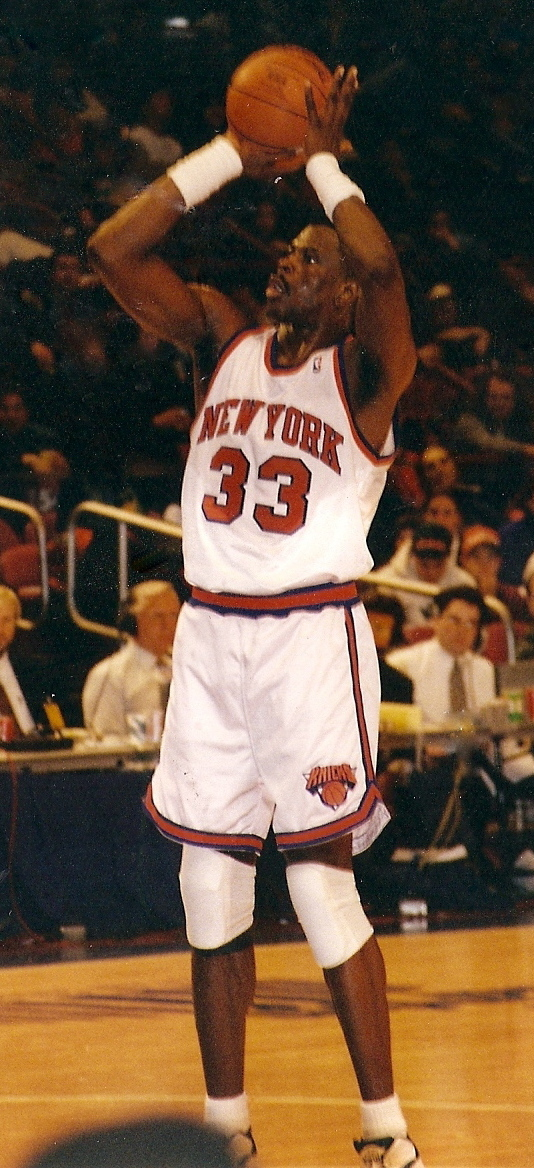
Ewing jogando pelo New York Knicks.

Patrick Aloysius Ewing (Kingston, 5 de agosto de 1962) é um ex-jogador de basquete profissional jamaicano-estadunidense. Atualmente é o técnico principal da equipe de basquete da Universidade de Georgetown na NCAA.

## Carreira
Ewing jogou basquete universitário por Georgetown, onde foi campeão da NCAA em 1984, contra Universidade de Houston de Hakeem Olajuwon. Na NBA, se destacou jogando pelo New York Knicks franquia que o draftou em 1985 e que defendeu por 15 anos, sendo vice-campeão duas vezes, em 1994, contra o Houston Rockets do lendário Hakeem Olajuwon e em 1999 contra o San Antonio Spurs. Foi bicampeão olímpico, em 1984 como amador e em 1992 como parte do lendário Dream Team.
Um dos maiores pivôs de todos os tempos. Lidera até hoje o Knicks em pontos, rebotes e tocos em toda história da franquia. Em 1996, Ewing participou do filme Space Jam' onde era um dos Astros que tinham seu talento "roubado". No ano 2000, fez uma breve participação no filme Senseless. Em seriados como Everybody Hates Chris e The King of Queens, teve seu nome citado.
Seu filho Patrick Ewing Jr. também é jogador de basquete.

## Estatísticas
| Ano      | Equipe              | PJ   | PI   | MPJ  | AP   | 3P   | LL   | RT   | AS  | BR  | TO  | PPJ  |
| -------- | ------------------- | ---- | ---- | ---- | ---- | ---- | ---- | ---- | --- | --- | --- | ---- |
| 1985–86  | New York Knicks     | 50   | 50   | 35.4 | .474 | .000 | .739 | 9.0  | 2.0 | 1.1 | 2.1 | 20.0 |
| 1986–87  | New York Knicks     | 63   | 63   | 35.0 | .503 | .000 | .713 | 8.8  | 1.7 | 1.4 | 2.3 | 21.5 |
| 1987–88  | New York Knicks     | 82   | 82   | 31.0 | .555 | .000 | .716 | 8.2  | 1.5 | 1.3 | 3.0 | 23.2 |
| 1988–89  | New York Knicks     | 80   | 80   | 36.2 | .567 | .000 | .746 | 9.3  | 2.4 | 1.5 | 3.5 | 22.7 |
| 1989–90  | New York Knicks     | 82   | 82   | 38.6 | .551 | .250 | .775 | 10.9 | 2.2 | 1.0 | 4.0 | 28.6 |
| 1990–91  | New York Knicks     | 81   | 81   | 38.3 | .514 | .000 | .745 | 11.2 | 3.0 | 1.0 | 3.2 | 26.6 |
| 1991–92  | New York Knicks     | 82   | 82   | 38.4 | .522 | .167 | .738 | 11.2 | 1.9 | 1.1 | 3.0 | 24.0 |
| 1992–93  | New York Knicks     | 81   | 81   | 37.1 | .503 | .143 | .719 | 12.1 | 1.9 | .9  | 2.0 | 24.2 |
| 1993–94  | New York Knicks     | 79   | 79   | 37.6 | .496 | .286 | .765 | 11.2 | 2.3 | 1.1 | 2.7 | 24.5 |
| 1994–95  | New York Knicks     | 79   | 79   | 37.0 | .503 | .286 | .750 | 11.0 | 2.7 | .9  | 2.0 | 23.9 |
| 1995–96  | New York Knicks     | 76   | 76   | 36.6 | .466 | .143 | .761 | 10.6 | 2.1 | .9  | 2.4 | 22.5 |
| 1996–97  | New York Knicks     | 78   | 78   | 37.0 | .488 | .222 | .754 | 10.7 | 2.0 | .9  | 2.4 | 22.4 |
| 1997–98  | New York Knicks     | 26   | 26   | 32.6 | .504 | .000 | .720 | 10.2 | 1.1 | .6  | 2.2 | 20.8 |
| 1998–99  | New York Knicks     | 38   | 38   | 34.2 | .435 | .000 | .706 | 9.9  | 1.1 | .8  | 2.6 | 17.3 |
| 1999–00  | New York Knicks     | 62   | 62   | 32.8 | .435 | .000 | .731 | 9.7  | .9  | .6  | 1.4 | 15.0 |
| 2000–01  | Seattle SuperSonics | 79   | 79   | 26.7 | .430 | .000 | .685 | 7.4  | 1.2 | .7  | .7  | 9.6  |
| 2001–02  | Orlando Magic       | 65   | 4    | 13.9 | .444 | .000 | .701 | 4.0  | .5  | .3  | .7  | 6.0  |
| Carreira |                     | 1183 | 1122 | 34.3 | .504 | .152 | .740 | 9.8  | 1.9 | 1.0 | 2.5 | 21.0 |

## Glórias e Prêmios
- 11 aparições no All-Star Game (1986, 1988–1997)
- 1 vez eleito para o time ideal da NBA (1990)
- 6 vezes eleito para o segundo time da NBA (1988-1989, 1991–1993, 1997)
- Eleito Calouro do Ano (1986)
- Eleito um dos 50 maiores jogadores da NBA (1999)
- Camisa aposentada pelo New York Knicks (#33)
- 2 vezes Campeão Olímpico (1984, 1992)